# Benedetto Briosco
Benedetto Briosco, född omkring 1460 och död omkring 1517, var en italiensk skulptör och dekoratör.
Betnadetto Briosco var verksam vid klostret Certosa di Pavia i Certosa di Pavia omkring sekelskiftet 1500, och utförde där den ståtliga huvudportalen, samt flera partier av Gian Galeazzo Viscontis gravvård.